# Manoir de Saint-Armel
Le manoir de Saint-Armel est un manoir épiscopal du XVIIe siècle situé à Bruz en Ille-et-Vilaine. C'est un monument historique inscrit depuis 1975.

## Localisation
Le manoir se trouve en dans le département d'Ille-et-Vilaine et dans l'est de la région Bretagne. Il est situé au sud de la ville de Bruz, le long de la route départementale 77 (Bruz-Laillé). Il est de la Seiche et 

## Histoire
Geoffroy Grenodat, comte de Rennes fit don des terres et de bâtiments implantés à Sylvestre de La Guerche évêque de Rennes en 1076
Il est appelé hôtel Saint-Armel au Moyen Âge. Résidence d’été des évêques de Rennes depuis le XIe siècle, il a été complètement reconstruit au XVe siècle par l’évêque Anselme de Chantemerle (responsable du diocèse de Rennes de 1389 à 1427) puis de nouveau au XVIIe siècle. Il reste des vestiges de la chapelle du XVe siècle.
Un des cinq plaids généraux de l’évêque de Rennes se tient sous le porche du manoir le jour de la saint Armel.
Yves Mahyeuc − confesseur d’Anne de Bretagne, de Charles VIII puis de Louis XII, évêque de Rennes de 1507 à 1541 − y habita. Il y meurt le 20 septembre 1541.
Le manoir reçoit la visite des Ducs de Bretagne : Jean IV (1365-1399) puis Jean V (1399-1442), la duchesse Anne de Bretagne. Henri IV y dort lors d'une visite à Rennes.
Le manoir comprenait alors trois corps de bâtiments, l'un au sud qui a disparu, l'autre à l'ouest et le troisième au nord qui se continuait avec "La salle du Cerf" au-dessus de l 'écurie et par-dessus l'entrée (porte toujours visible au 1er étage) se poursuivait par des bâtiments atteignant la chapelle, détruite en 1791 (deux fenêtres et une porte restent bien reconnaissables dans le mur d'un jardin établi à sa place.
La cour intérieure avec son puits était fermée à l'est par une murette dotée d'une rampe de bois.
Un pont-levis se trouvant entre le pont d'entrée et le portail (remanié au XIXe siècle) a complètement disparu.
La mine de Pont-Péan ouverte sous Henri IV, obtient en 1751 l'autorisation de creuser et de modifier le lit de la Seiche pour l'établissement à Carcé de machines hydrauliques, de ce fait les douves, le vivier et les deux moulins du Manoir se trouvèrent sans eaux.
L’évêque Henri-Louis-René des Nos demande en 1765 la destruction du manoir, en mauvais état.
À la révolution, il est vendu le 27 février 1791 pour 28 200 livres à Charles Bonaventure Marie Toullier (1752-1835), jurisconsulte rennais,. C’est le bien national le plus cher de tout le sud-rennais. Il est racheté par Françoise Perrine Grasland épouse Péan le 31 janvier 1889. À sa mort en 1904, sa fille Marie Alexandrine Péan (épouse d'Auguste Eugéne Bérard) hérite. Elle meurt elle-même en juin 1934 et sa fille puiné épouse du docteur Patay hérite du manoir.  
Il fut épargné par les bombardements du 8 mai 1944 qui rasèrent la ville de Bruz. Le manoir appartenait alors au docteur Patay et sa femme qui accueillent une famille de sinistrés, la famille Rivière.
Il est inscrit aux monuments historiques depuis le 11 août 1975,,.

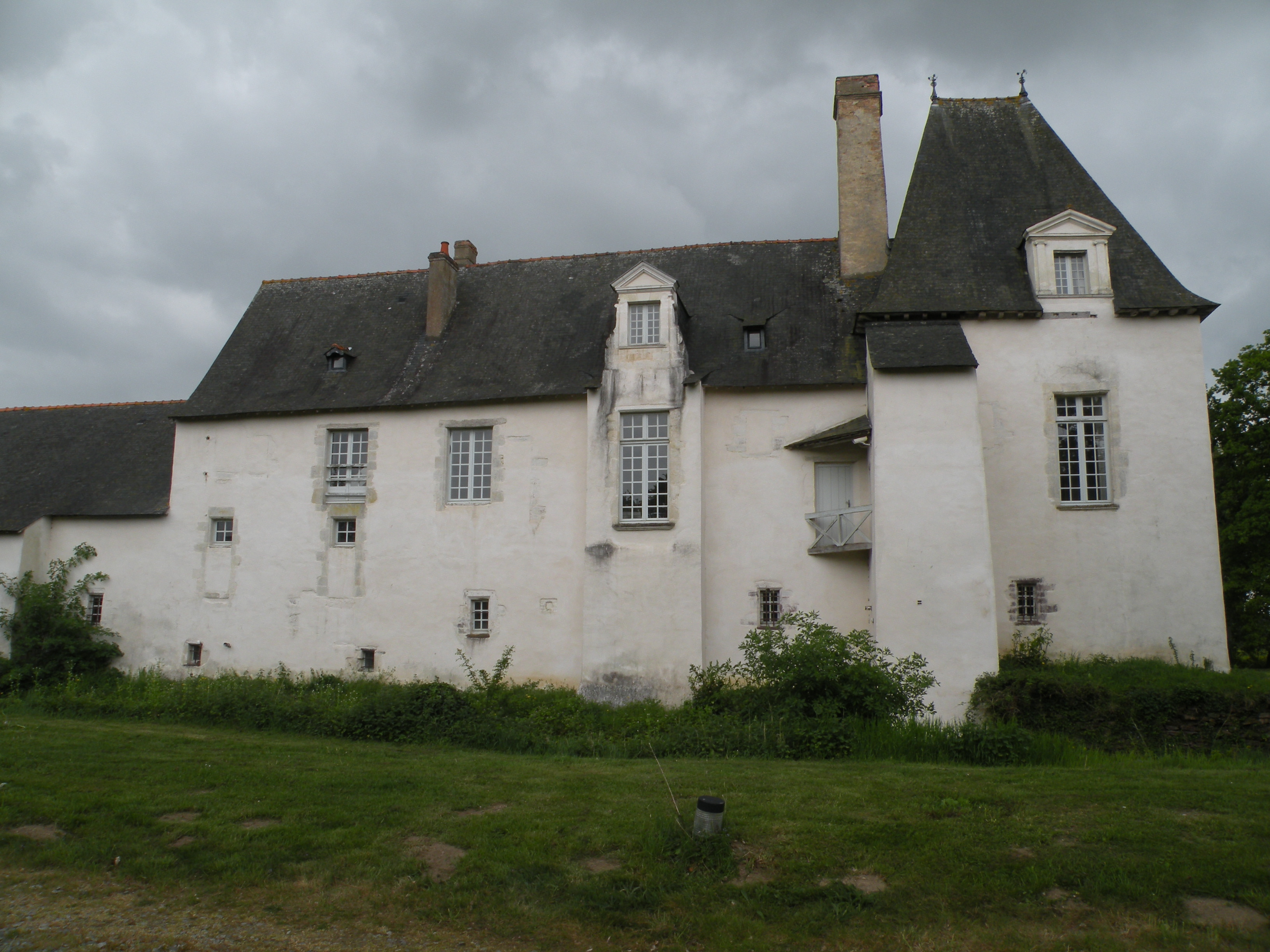
Façade nord.
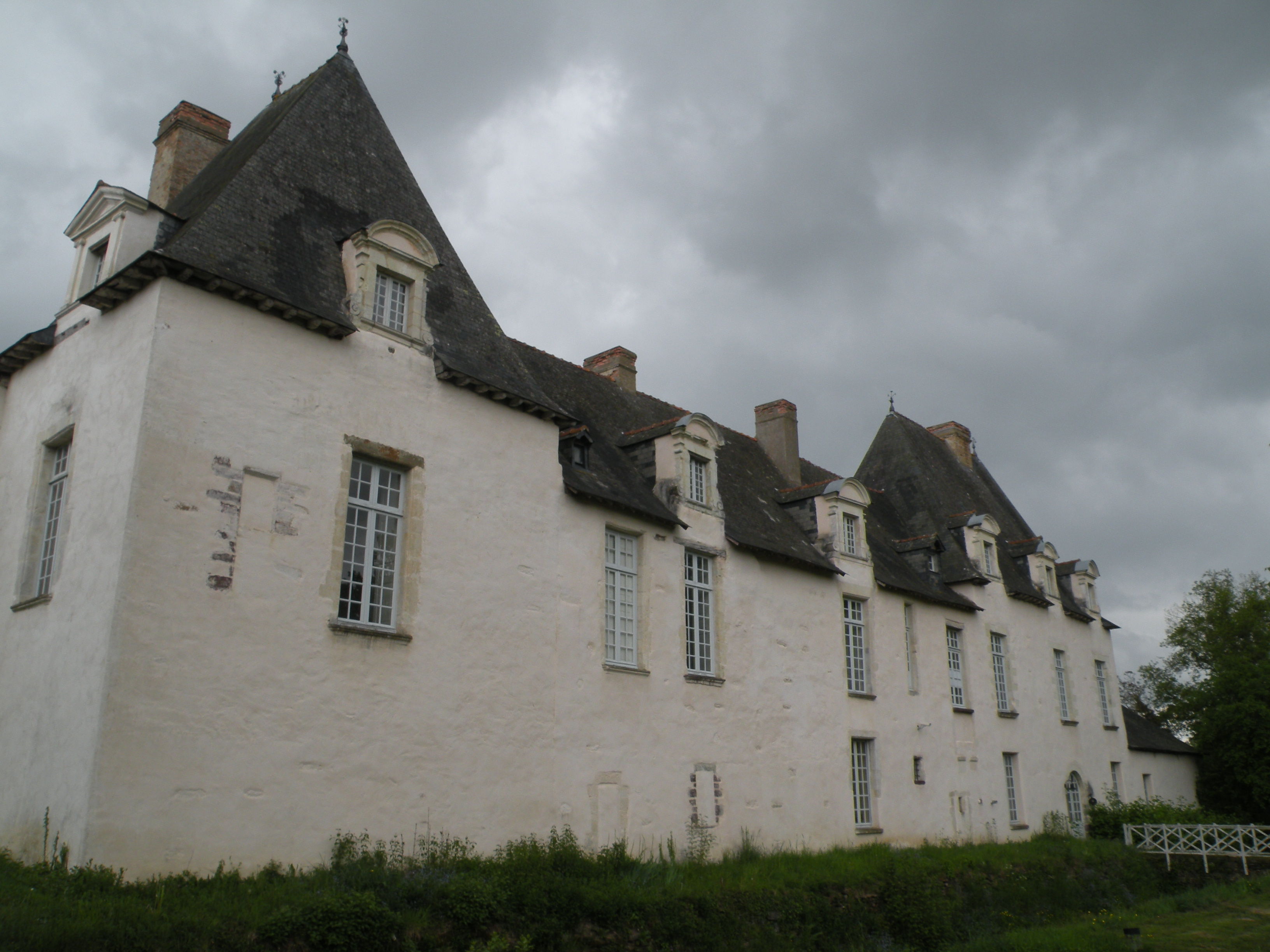
Façade est.